# Solenophora tuxtla
Solenophora tuxtla là một loài thực vật có hoa trong họ Tai voi. Loài này được Denham miêu tả khoa học đầu tiên.